# Abdelhamid
Abdelhamid, auch Abdel Hamid (arabisch عبد الحميد, DMG ʿAbd al-Ḥamīd), ist ein arabischer männlicher Vorname, der auch als Familienname auftritt.

## Herkunft und Bedeutung
Der theophore Name Abdelhamid leitet sich von den arabischen Wörtern عبد (für Diener), حميد (für gepriesen/preisenswert/lobenswert), sowie dem Artikel ال ab. Er bedeutet daher in etwa Diener des Gepriesenen.

## Namensträger

### Vorname
- Abdelhamid Abaaoud (1987–2015), belgischer islamistischer Terrorist
- Abdelhamid Brahimi (1936–2021), algerischer Politiker
- Abdelhamid Kermali (1931–2013),  algerisch-französischer Fußballspieler und -trainer
- Abdelhamid I. Sabra (1924–2013), ägyptischer Wissenschaftshistoriker
- Abdelhamid Temmar (* 1938), algerischer Politiker und Wirtschaftswissenschaftler

### Familienname
- Esma Abdelhamid (* 1960), tunesische Autorin
- Hussam Abdel-Hamid (* 1963), ägyptisch-deutscher Architekt
- Myriam Abdelhamid (Myriam Abel; * 1981), französische Sängerin mit algerischen Wurzeln
- Yunis Abdelhamid (* 1987), marokkanisch-französischer Fußballspieler